# Styrsö
Styrsö est la principale île de l'archipel sud de Göteborg, un district de Göteborg et une localité de la commune de Göteborg.

## Localité de Styrsö
La localité comptait 1 324 habitants en 2015, avant que lui soit rattachée la localité de Donsö. Elle occupe toute la superficie de l'île du même nom.

## District de Styrsö
Le district est le plus petit des 21 districts de la ville de Göteborg (4 720 habitants sur 21 072 hectares en 2021. 
Comprenant les îles de Styrsö, de Brännö, d'Asperö, de Donsö, de Köpstadsö, de Vargö et de Vrångö ainsi qu'un très grand nombre d'îlots rocheux, ce district correspond à l'archipel sud de Göteborg. L'archipel est relié à la ville par ferry à partir du terminal de Saltholmen. Il n'y a pas de voitures sur les îles de l'archipel.

## Répartition de l'habitat
L'île de Styrsö comporte quatre bourgs ou hameaux, chacun possédant son caractère et son histoire propre. Le plus ancien est Byn (le village), implanté autour de l'église datant de 1752. Tången, l'ancien port de pêcheurs, arbore l'architecture dense et typique des ports de pêche du Bohuslän. Autour de son auberge, le quartier Belle Époque de Bratten aligne ses belles habitations de plaisance à proximité d'une petite marina, alors qu'au sud-ouest, le quartier de Halsvik abrite les demeures des prospères bateliers. 

## Galerie

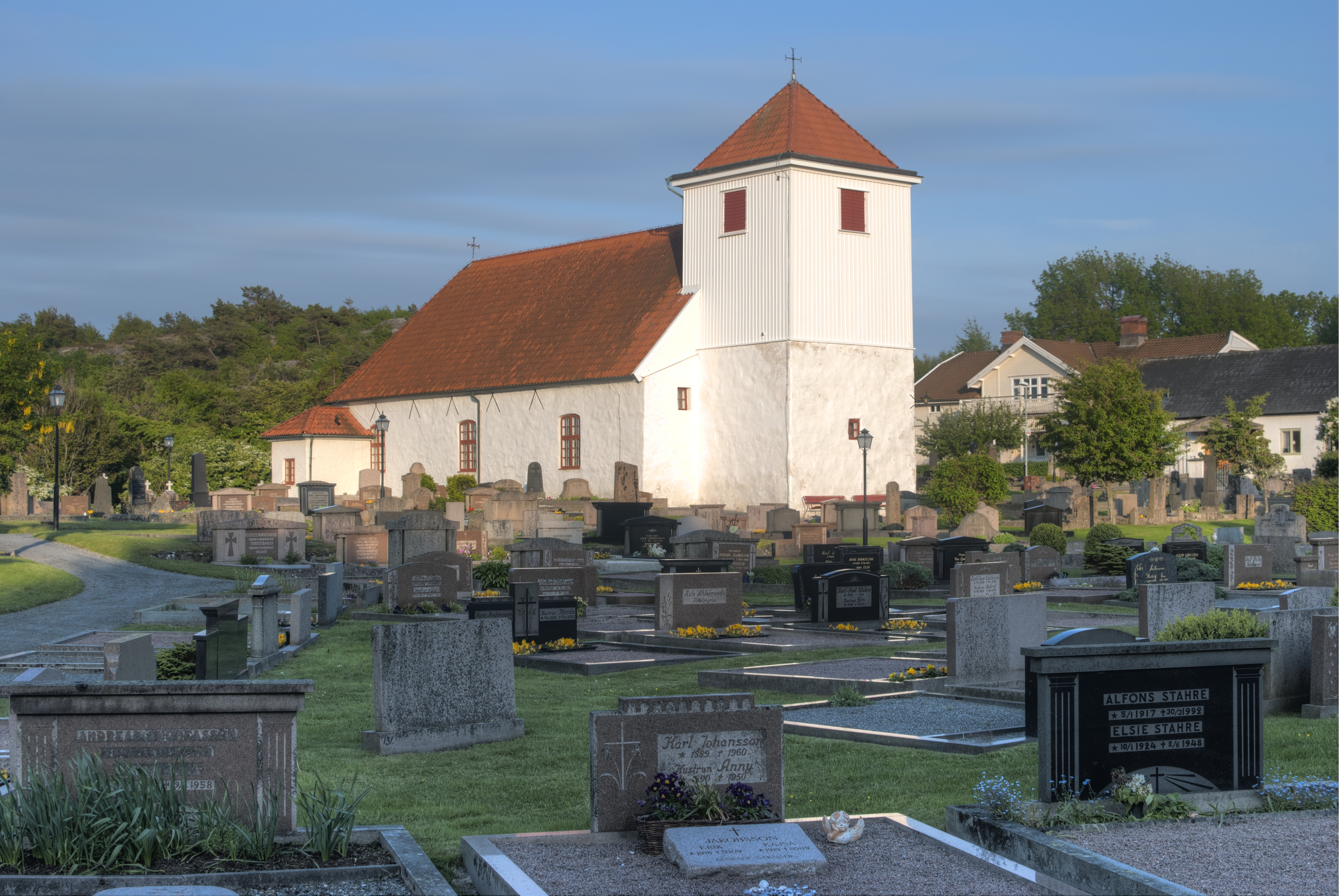
L'église de Styrsö
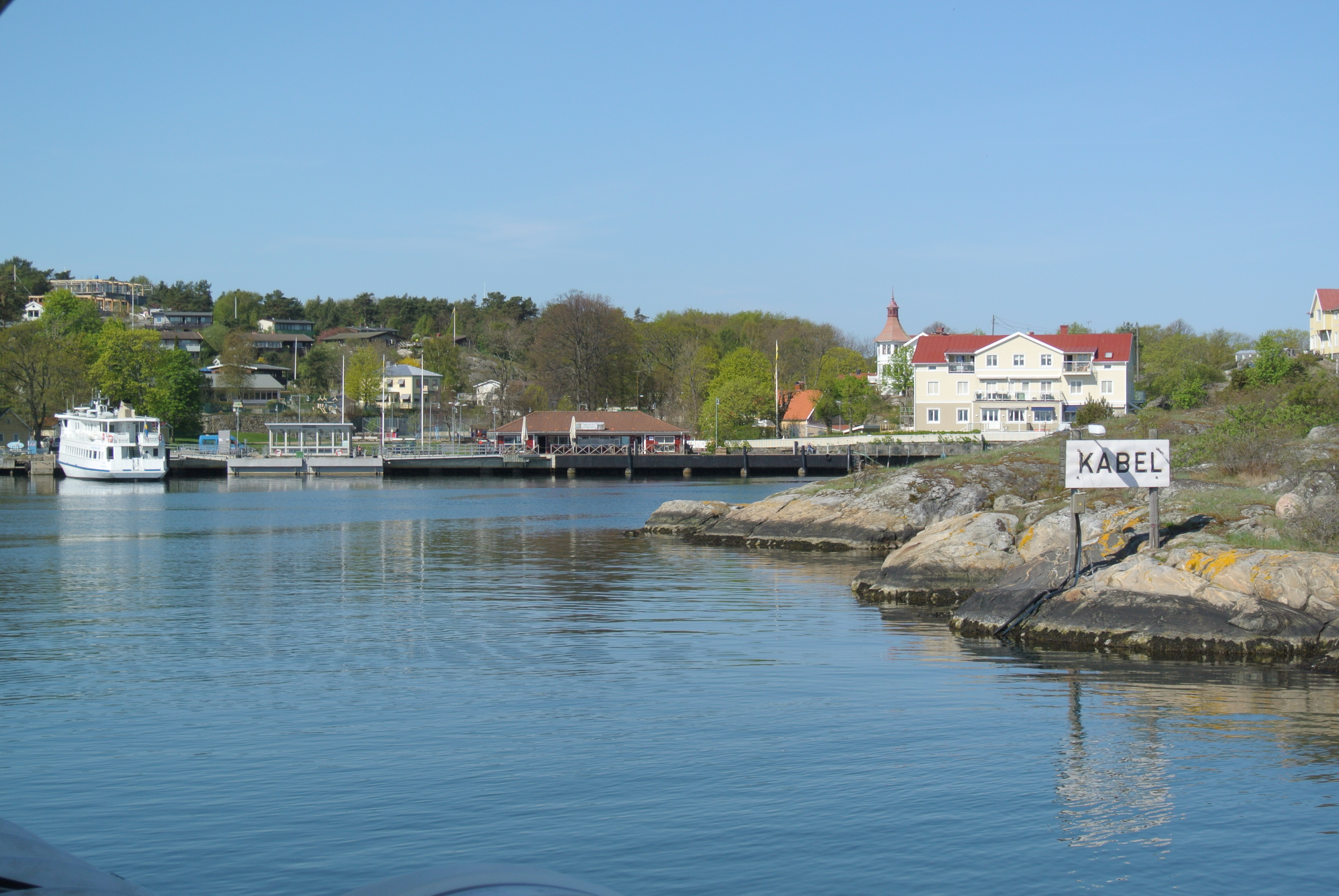
Styrsö Bratten vue de la mer
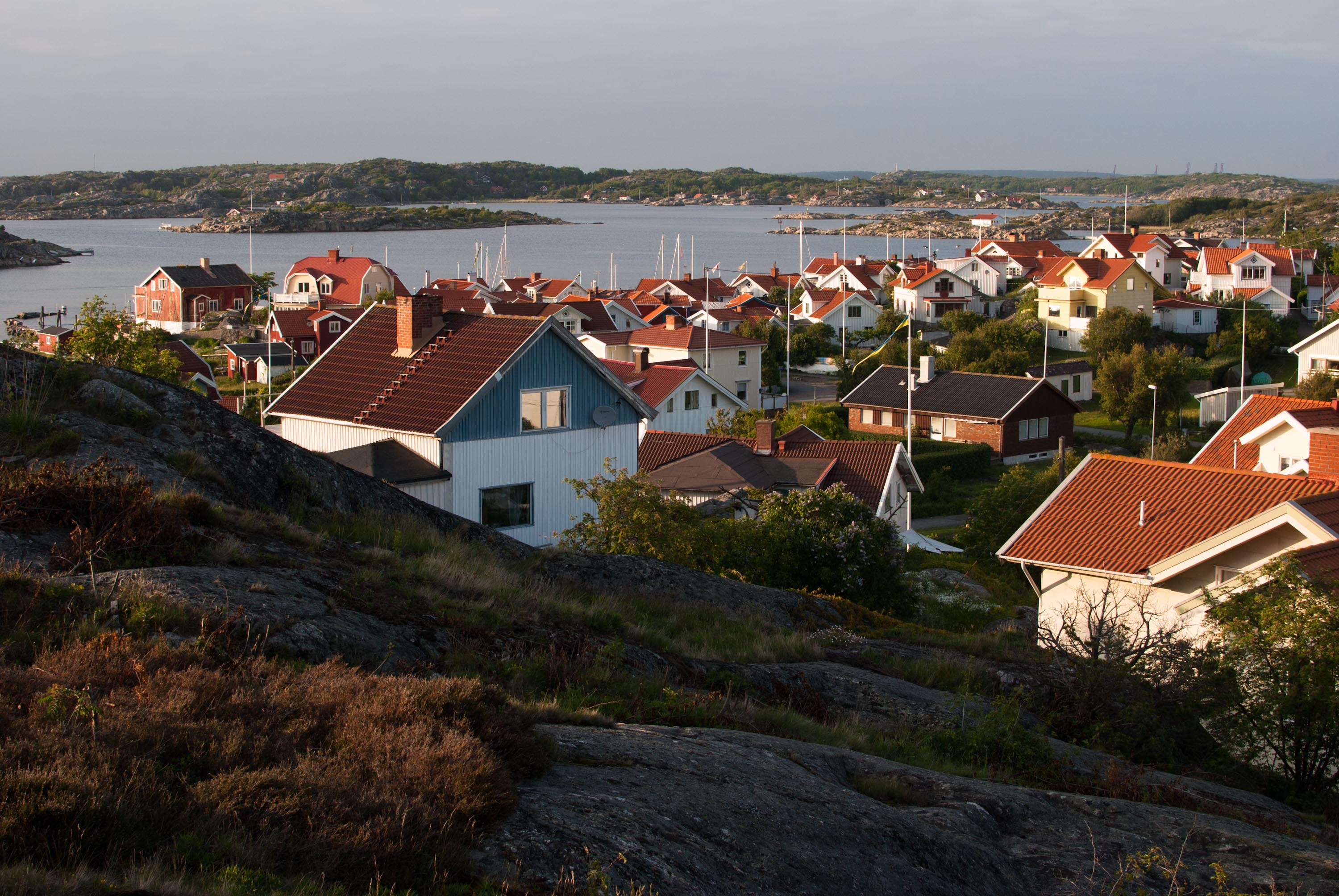
Styrsö Tången